# MS 472
La motosilurante 472 è una nave museo a Marina di Ravenna. L'unità entrata in servizio nella Regia Marina con la denominazione MAS 24 in realtà era una motosilurante più che una MAS infatti rispetto ai MAS del primo conflitto mondiale era molto più grande e derivava da un progetto tedesco dei cantieri Lürssen. Vennero costruite 36 unità nel biennio 1942/1943 e, nonostante la presenza di un inadatto motore a benzina Isotta-Fraschini Asso, si dimostrarono nettamente migliori con la loro maggiore massa e la carena a spigolo.
Al termine della seconda guerra mondiale in base alle clausole del trattato di pace, delle unità sopravvissute al conflitto, una di queste unità venne ceduta alla Francia e quattro vennero consegnate all'Unione Sovietica.
Le nove unità sopravvissute al conflitto, che non vennero cedute ad altre marine prestarono servizio nella Marina Militare e vennero destinate ad operare nelle acque dell'Adriatico e dello Ionio.
Il 1º gennaio 1949 queste unità vennero declassate a motovedette e armate con sei mitragliere da 20/65, in quanto le clausole del trattato di pace impedivano all'Italia di avere unità siluranti. Il 1º novembre 1952, venute meno le clausole più restrittive del trattato di pace, che vietavano all'Italia il possesso di questo tipo di unità, e con l'ingresso dell'Italia nella NATO, queste imbarcazioni vennero riclassificate motosiluranti. Il 1º gennaio 1954 ebbero il distintivo ottico definitivo tipico delle unità da pattugliamento.
Nel 1956 venne programmato l'ammodernamento di sette delle nove motosiluranti e la loro conversione in motoconvertibili, ma essendo stata riscontrata la sconvenienza economica a proseguirlo, tale programma di ammodernamento venne limitato solamente a quattro unità: MS 472, MS 473, MS 474, MS 481, che costituirono la 42ª Squadriglia, mentre le unità della classe che non vennero ammodernate, furono tutte poste in disarmo nel corso della prima metà degli anni sessanta.
Il criterio seguito per prolungare la vita operativa delle quattro unità, destinate ad essere ammodernate, fu quello di ottenere delle versatili unità da impiegare, mediante una rapida conversione dell'armamento, in funzione di tre versioni: cannoniera, silurante e posamine. Gli ammodernamenti vennero effettuati nel 1958. Nella versione motocannoniera queste unità vennero armate con due cannoni da 40/56, uno a prora e uno a poppa. Nella versione motosilurante erano armate con un cannone prodiero da 40/56 e due tubi lanciasiluri da 450mm a impulso laterale, con il cannone poppiero che veniva sbarcato per far posto ai siluri e nella versione Posamine veloce con un cannone da 40/56 e otto mine da fondo. Le unità vennero anche dotate del radar di scoperta navale AN/SPS-21 e il profilo delle unità risultò leggermente modificato con l'installazione dell'alberetto per ospitare il radar e altre apparecchiature di ricezione e comunicazione.
Il 10 giugno 1972 la motoconvertibile 472 al comando del STV Spanò, insieme alla motoconvertibile 473 del STV Bonaccorsi e all'hovercraft HC 9801 comandato del TV Gentile ha effettuato la risalita del Po fino al ponte della Becca (PV), per portare a quelle popolazione il saluto e la Bandiera della Marina Militare. Al comando della squadriglia il TV Barbara. Per una settimana le tre unità hanno risalito il più grande fiume italiano, suscitando ammirazione e commozione al loro passaggio, prendendo parte il 10 giugno a Cremona alla festa della Marina, con una grande manifestazione che ha visto il lancio di incursori di Comsubin e manovre delle unità nelle acque. Nell'occasione furono particolarmente apprezzate le veloci esibizione dell'hovercraft che riusciva a sfrecciare, sia in acqua che sulla sabbia, a velocità elevatissime, essendo equipaggiato di un apparato di propulsione dotato di una turbina da 1050 hp che consentiva di raggiungere di velocità fino a 60 nodi.
La motoconvertibile 472 era entrata in servizio nella Regia Marina come MAS 24 e successivamente dopo essere entrata in servizio nella Marina Militare venne rinominata prima MS 612 e poi in seguito al declassamento a motovedetta MV 612, per poi essere riclassificata motosilurante distintivo ottico definitivo 472 tipico delle unità da pattugliamento.
Oltre alla 472 è conservata anche la MAS 473 a Venezia assieme alla motozattera MZ 737 e al sottomarino Dandolo.
Oltre a queste due sono conservate anche due MAS risalenti al primo conflitto mondiale: il MAS 96 nel Vittoriale degli italiani a Gardone e il MAS 15 nel sacrario delle bandiere del Vittoriano a Roma.

## Galleria d'immagini

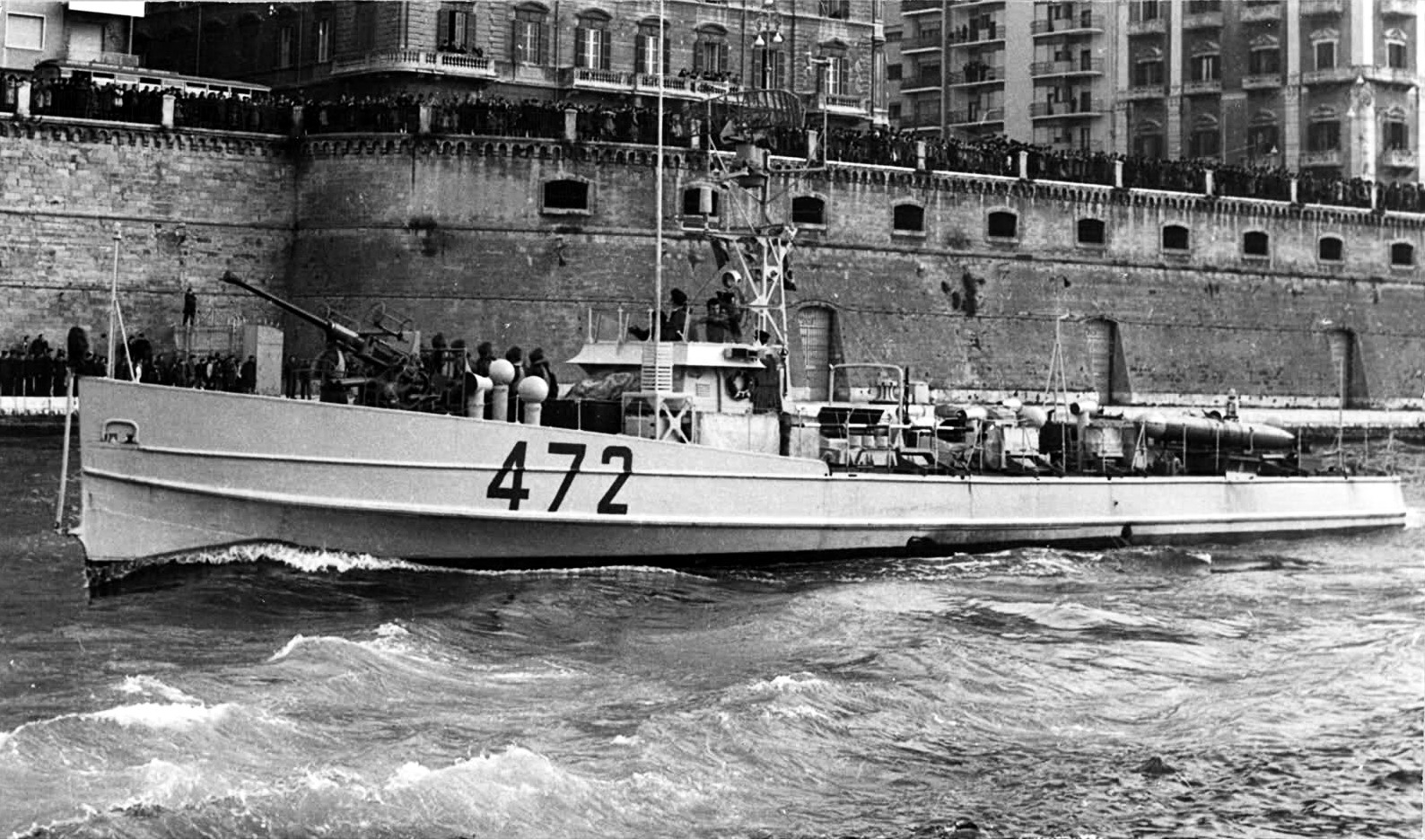
La motoconvertibile in versione silurante
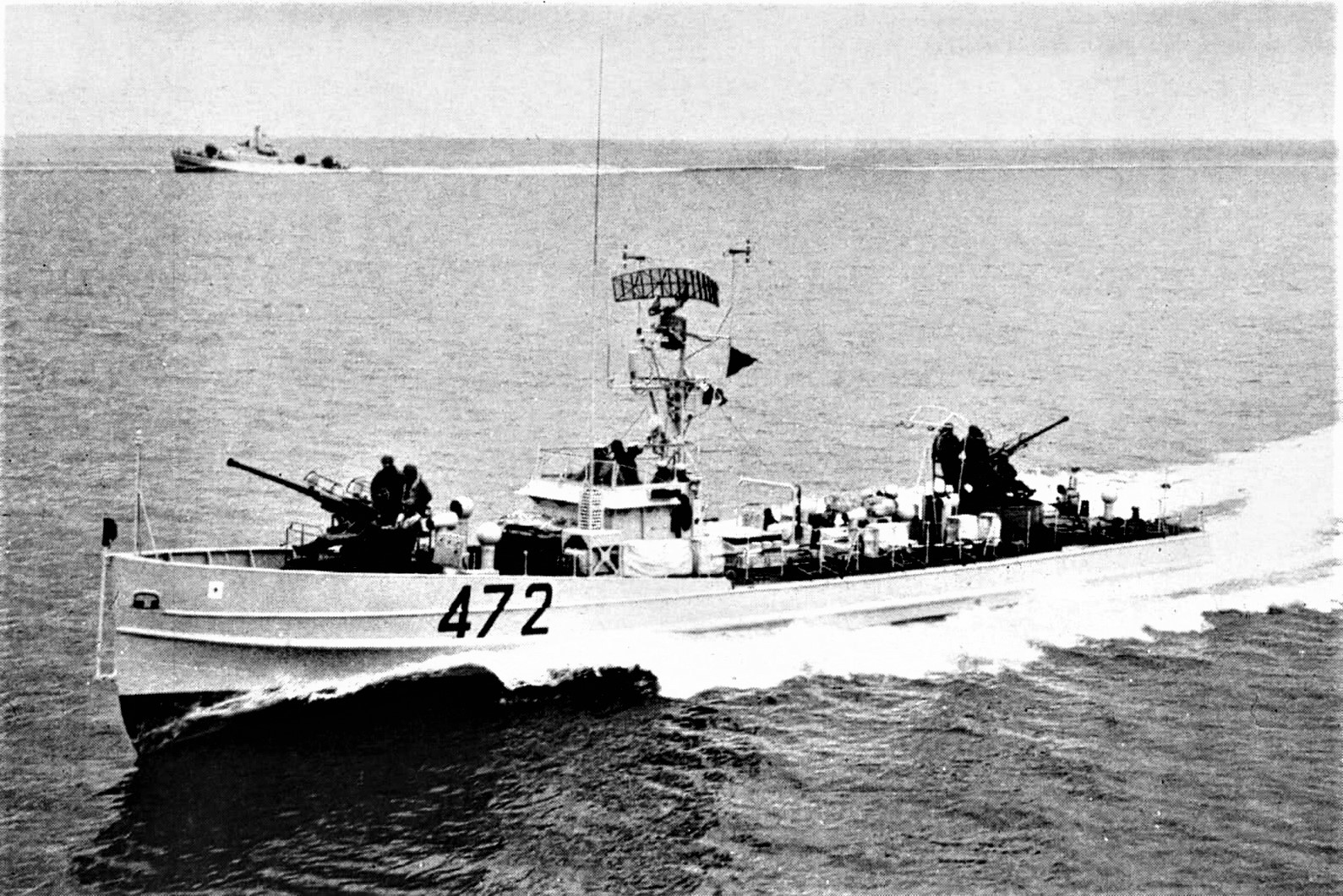
La motoconvertibile in versione cannoniera